# Udaijin
L'udaijin (右大臣, littéralement : « ministre de Droite ») est l'une des deux places de second rang de fonctionnaire du gouvernement impérial avec le sadaijin (左大臣, « ministre de Gauche »), selon l'organisation des lois de l'ère Taihō (702) qui poursuit l'oeuvre du code Asuka Kiyomihara.
À cette époque, il y a en tout huit rangs de fonctionnaires eux-mêmes divisés en échelons, plus un de début, le daijō-daijin (太政大臣), ministre des Affaires suprêmes, ou Premier ministre.

## Liste desudaijin
1. Soga no Kurayamada no Ishikawa no Maro (645-649)
2. Ōtomo no Nagatoko (649-651)
3. Soga no Murajiko (651-664)
4. Nakatomi no Kane (671-672)
5. ? (701-703)
6. Isonokami no Maro (704-708)
7. Fujiwara no Fuhito (708-720)
8. Nagaya (721-724)
9. Fujiwara no Muchimaro (735-737)
10. Tachibana no Moroe (738-743)
11. Fujiwara no Toyonari (749-757, 764-765)
12. Fujiwara no Nagate (766)
13. Kibi no Makibi (766-771)
14. Ōnakatomi no Kiyomaro (771-781)
15. Fujiwara no Tamaro (782-783)
16. Fujiwara no Korekimi (783-789)
17. Fujiwara no Tsuginawa (790-796)
18. Prince Kami (798-806)
19. Fujiwara no Uchimaro (806-812)
20. Fujiwara no Sonohito (813-818)
21. Fujiwara no Fuyutsugu (821-825)
22. Fujiwara no Otsugu (825-832)
23. Kiyohara no Natsuno (832-837)
24. Fujiwara no San ? (838-840)
25. Minamoto no Tokiwa (840-844)
26. Tachibana no Ujikimi (844-847)
27. Fujiwara no Yoshifusa (848-857)
28. Fujiwara no Yoshimi (857-867)
29. Fujiwara no Ujimune (870-872)
30. Fujiwara no Mototsune (872-880)
31. Minamoto no Masaru (882-888)
32. Fujiwara no Yoshi ? (891-896)
33. Minamoto Yoshiari (896-897)
34. Sugawara no Michizane (899-901)
35. Minamoto no Hikaru (901-913)
36. Fujiwara no Tadahira (914-924)
37. Fujiwara no Sadakata (924-932)
38. Fujiwara no Nakahira (933-937)
39. Fujiwara no ? (937-938)
40. Fujiwara no Saneyori (944-947)
41. Fujiwara no Morosuke (947-960)
42. Fujiwara no Akitada (960-965)
43. Minamoto no Takaakira (966-967)
44. Fujiwara no Morotada (967-969)
45. Fujiwara no ? (969-970)
46. Fujiwara no Koretada (970-971)
47. Fujiwara no Yoritada (971-977)
48. Minamoto no Masanobu (977-978)
49. Fujiwara no Kaneie (978-986)
50. Fujiwara no Tamemitsu (986-991)
51. Minamoto no ? (991-994)
52. Fujiwara no Michikane (994-995)
53. Fujiwara no Michinaga (995-996)
54. Fujiwara no Akimitsu (996-1017)
55. Fujiwara no Kinsue (1017-1021)
56. Fujiwara no Sanesuke (1021-1046)
57. Fujiwara no Norimichi (1047-1061)
58. Fujiwara no Yorimune (1061-1066)
59. Fujiwara no Morozane (1066-1069)
60. Minamoto no Morofusa (1069-1077)
61. Fujiwara no Toshiie (1080-1082)
62. Minamoto no Toshifusa (1082)
63. Minamoto no Akifusa (1083-1094)
64. Fujiwara no Tadazane (1100-1112)
65. Minamoto no Tasazane (1115-1122)
66. Minamoto no Masasada (1150-1154)
67. Konoe Motozane (1157-1160)
68. Fujiwara no Kanezane (1166-1189)
69. Konoe Iezane (1199-1204)
70. Minamoto no Sanetomo (1218-1219)
71. Kujō Norizane (1227-1231)
72. ? (1258-1261)
73. Tōin Kinkata (1335-1337)
74. Nijō Yoshimoto (1343-1381)
75. Tokudaiji ? (1418-1419)
76. Saionji ? (1420)
77. Takatsukasa ? (1438-1446)
78. Tōin ? (1454-1455)
79. ? (1521-1523)
80. Sanjō Kinyori (1543-1546)
81. Ichijō ? (1547-1553)
82. Konoe Sakihisa (1553-1554)
83. Kujō ? (1574-1576)
84. Ichijō ? (1576-1577)
85. Oda Nobunaga (1577-1578)
86. Nijō Akizane (1579-1584)
87. Kikutei Harusue (1585-1595, 1598-1603)
88. Tokugawa Ieyasu (1603)
89. Toyotomi Hideyori (1605-1607)
90. Konoe Nobuhiro (1615-1620)
91. Saionji ? (1620-1621)
92. Konoe Motohiro (1671-1677)
93. Takatsukasa Kanehiro (1683-1690)
94. Konoe Iehiro (1693-1704)
95. Kujō ? (1704-1708)
96. Tokugawa Iemochi (1864-1866)